# Fuglafjørður
Fuglafjørður is een stadje behorende tot de gemeente Fuglafjarðar in het oosten van het eiland Eysturoy op de Faeröer. Fuglafjørður heeft 1562 inwoners. De postcode is FO 530. De plaats is gelegen aan het gelijknamige fjord en heeft een drukke haven. Het  heeft ook een voetbalclub met een lange geschiedenis in de Meistaradeildin en speelt onder de naam ÍF.

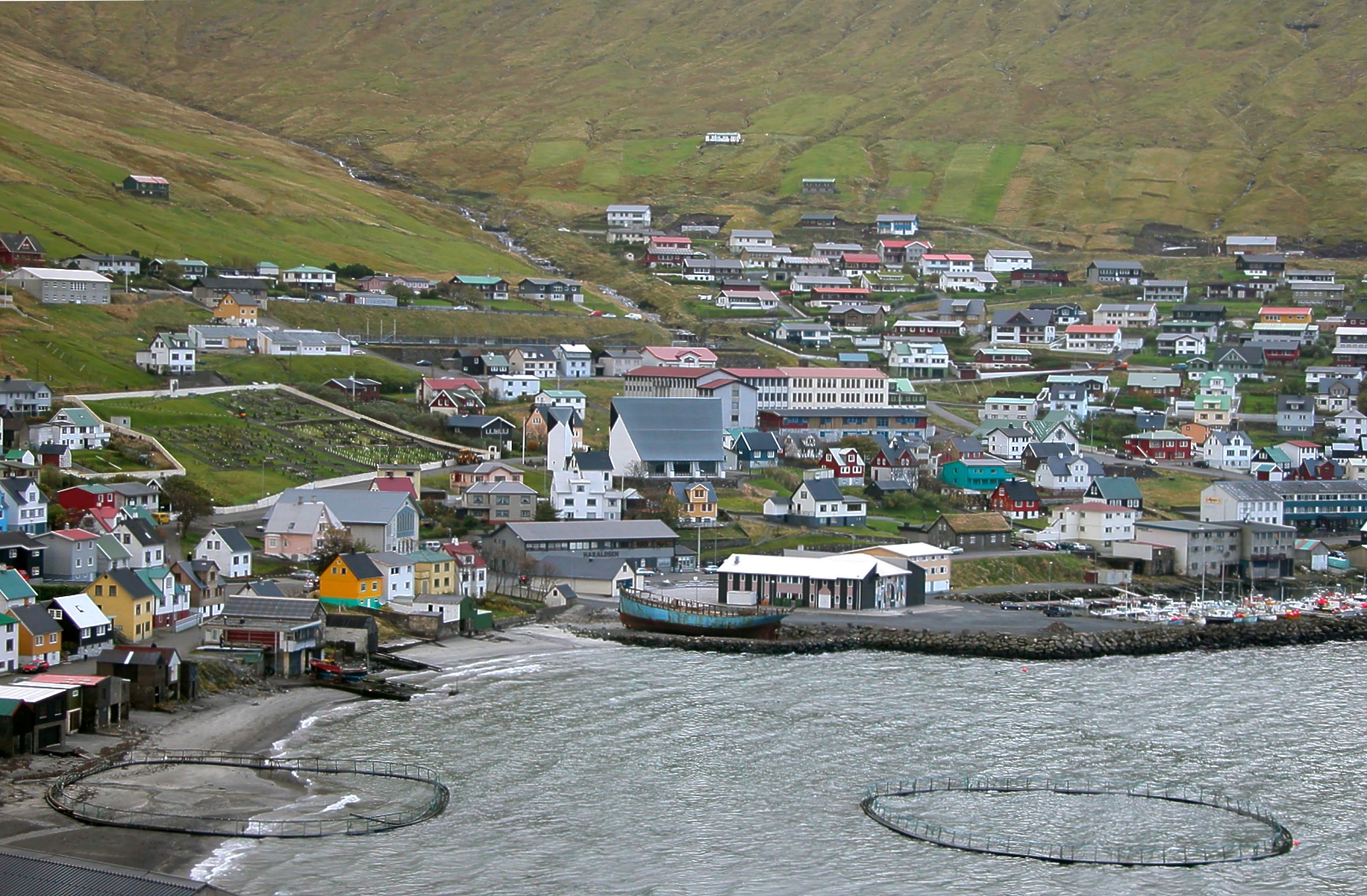
Fuglafjørður